# Nikos Anastasiadīs
Nikos Anastasiadīs (in greco Νίκος Αναστασιάδης?, traslitterato anche Nicos Anastasiades; Limassol, 27 settembre 1946) è un politico cipriota, Presidente della Repubblica di Cipro dal 2013 al 2023.
Anastasiadīs, avvocato laureatosi a Londra, è stato leader del partito di centrodestra cipriota DISY, col quale è diventato Presidente di Cipro a inizio 2013. Il suo governo è stato sostenuto anche dal Movimento degli Ecologisti Ambientalisti.